# Lago Feisneck
El lago Feisneck (en alemán: Feisnecksee) es un lago situado en el distrito de Llanura Lacustre Mecklemburguesa, en el estado de Mecklemburgo-Pomerania Occidental (Alemania), a una altitud de 62 metros; tiene un área de 194 hectáreas.
Este lago está unido al lago Binnenmüritz por un estrecho dique no navegable. La carretera que atraviesa la zona, cruza este estrecho canal por un puente, también estrecho, que solo permite un vehículo en un sentido.